# U-450
Unterseeboot 450 foi um submarino alemão do Tipo VIIC, pertencente a Kriegsmarine que atuou durante a Segunda Guerra Mundial.
O U-450 esteve em operação entre os anos de 1942 e 1944, realizando neste período 3 patrulhas de guerra, nas quais não afundou nenhuma embarcação aliada.
Foi afundado ao sul de Ostia  no dia 10 de março de 1944 por cargas de profundidade lançadas pelos navios britânicos HMS Blankney, HMS Blencathra, HMS Brecon e HMS Exmoor e pelo contratorpedeiro norte-americano USS Madison. Todos os 42 tripulantes sobreviveram.

## Comandantes
| Comandante       | Data                                         |
| ---------------- | -------------------------------------------- |
| Oblt. Kurt Böhme | 12 de setembro de 1942 - 10 de março de 1944 |

## Subordinação
Durante o seu tempo de serviço, esteve subordinado às seguintes flotilhas:
| Período                                     | Flotilha                                   |
| ------------------------------------------- | ------------------------------------------ |
| 12 de setembro de 1942 - 31 de maio de 1943 | 8. Unterseebootsflottille (treinamento)    |
| 1 de junho de 1943 - 30 de novembro de 1943 | 9. Unterseebootsflottille (serviço ativo)  |
| 1 de dezembro de 1943 - 10 de março de 1944 | 29. Unterseebootsflottille (serviço ativo) |

## Coordenadas
1. ↑  em posição 41° 11' N 12° 27' E